# Мансур Абдулрахим ас-Салим
Мансур Абдулрахим ас-Салим (араб. منصور عبد الرحيم السالم‎; род. 16 марта 1988 года) — саудовский тяжелоатлет, бронзовый призёр чемпионата мира по тяжёлой атлетике 2019 года. Чемпион Азии 2019 года.

## Карьера
В 2010 году принял участие на своём первом крупном международном турнире, чемпионате мира, где не смог показать результат.
В 2015 году на чемпионате мира в Хьюстоне его анализы дали положительный результат на допинг-пробу (ибутаморен). Он был отстранён на два года Международной федерацией тяжёлой атлетики (IWF), вернуться к соревнованиям он имел право в декабре 2017 года.
В апреле 2019 года на чемпионате Азии в Нинбо (Китай) он неожиданно для многих специалистов победил и завоевал титул чемпиона континента первым среди саудовских тяжелоатлетов. Общий вес по сумме двух упражнений составил 262 кг.
В сентябре 2019 года на взрослом чемпионате мира в Паттайе саудовский спортсмен в весовой категории до 55 кг завоевал бронзовую медаль в сумме двоеборья с результатом 265 кг. В толкании он завоевал малую бронзовую медаль (147 кг).
В декабре 2021 года принял участие в чемпионате мира, который состоялся в Ташкенте. В весовой категории до 55 килограммов, Мансур не справился с упражнением толчок, не зафиксировал ни одного веса. В упражнении рывок он завоевал малую золотую медаль (118 кг).

## Спортивные результаты
| Год  | Соревнование                                          | Место проведения | Весовая категория | Рывок  | Толчок | Сумма двоеборья | Место |
| 2010 | Чемпионат мира                                        | Анталья          | до 56 кг          | —      | —      | —               | DNF   |
| 2010 | Азиатские игры                                        | Гуанчжоу         | до 56 кг          | 104 кг | 121 кг | 225 кг          | 11    |
| 2011 | Панарабские игры                                      | Доха             | до 56 кг          | 110 кг | 125 кг | 235 кг          | 2     |
| 2012 | Чемпионат Азии                                        | Пхёнтхэк         | до 56 кг          | 113 кг | 130 кг | 243 кг          | 8     |
| 2013 | Исламские игры солидарности                           | Палембанг        | до 56 кг          | ?      | ?      | ?               | 2     |
| 2014 | Азиатские игры                                        | Инчхон           | до 56 кг          | 123 кг | 139 кг | 262 кг          | 9     |
| 2014 | Чемпионат мира                                        | Алма-Ата         | до 56 кг          | 124 кг | 142 кг | 266 кг          | 9     |
| 2015 | Чемпионат мира                                        | Хьюстон          | до 56 кг          | —      | —      | —               | DSQ   |
| 2018 | Азиатские игры                                        | Джакарта         | до 56 кг          | 122 кг | 142 кг | 266 кг          | 6     |
| 2018 | Чемпионат Спортивной федерации исламской солидарности | Каир             | до 55 кг          | 102 кг | 120 кг | 222 кг          | 2     |
| 2019 | Чемпионат Азии                                        | Нинбо            | до 55 кг          | 122 кг | 140 кг | 262 кг          | 1     |
| 2019 | Чемпионат мира                                        | Паттайя          | до 55 кг          | 118 кг | 147 кг | 265 кг          | 3     |
| 2021 | Чемпионат мира                                        | Ташкент          | до 55 кг          | 118 кг | —      | —               | —     |